# Side of a Bullet
Side of a Bullet è un singolo promozionale del gruppo musicale canadese Nickelback, pubblicato nel 2007 come ultimo estratto dall'album All the Right Reasons.

## Descrizione
La canzone è dedicata a Dimebag Darrell, chitarrista e cofondatore dei Pantera. Darrell fu assassinato durante un concerto dei Damageplan l'8 dicembre 2004 da un fan dei Pantera. L'assassino, tale Nathan Gale, fu ucciso da un poliziotto la sera stessa del concerto, durante il quale altre tre persone persero la vita.
La canzone riprende alcuni fatti reali, citando lo Zio Sam in quanto l'assassino era un ex militare. Chad Kroeger parla all'assassino come se egli fosse ancora vivo, chiedendogli come avesse potuto ucciderlo e come mai fosse così pieno di odio, pianificando la vendetta incidendo il suo nome su un proiettile.
La canzone è caratterizzata da un sound più duro e aggressivo, tanto che l'introduzione sembra lo sparo ripetuto di una pistola. Anche la voce di Chad è più aggressiva, ad esprimere la rabbia che gli ha portato questo gesto. Lo stesso cantante dei Nickelback ha detto che quando esegue questa canzone dal vivo, sente la presenza di Dimebag.

## Tracce
1. Side of a Bullet – 2:59